# Anlu
Anlu (安陆市S, ĀnlùP) è una città-contea della Cina, situata nella provincia di Hubei e amministrata dalla prefettura di Xiaogan.